# بسطام
بِسْطام هي مدينة إيرانية تقع في محافظة سمنان. تقع هذه المدينة على بعد 5 كيلومترات شمال شرق شاهرود في منطقة بسطام. يبلغ عدد سكانها 7,382 حسب إحصاء عام 2006 م.

## أعلام
- محمد بن جعفر الصادق
- أبو يزيد البسطامي